# Paolo Angeloni
Paolo Angeloni (3 marzo 1838 – 19 novembre 1897) è stato un politico italiano.

## Biografia
Liberale, fu sindaco di Perugia dal novembre 1889 all'aprile 1893. Uno dei suoi primi provvedimenti fu la demolizione delle scale del palazzo dei Priori. Nell'autunno del 1892 fece approvare dal consiglio un piano di prelevamento idrico dalle sorgenti della Scirca, per un importo di 1 600 000 lire, dando inizio alla progettazione dell'acquedotto perugino.
Massone, fu Maestro venerabile della loggia Francesco Guardabassi di Perugia, .